# 空想から科学へ
『空想から科学へ』（くうそうからかがくへ、Die Entwicklung des Sozialismus von der Utopie zur Wissenschaft）は、フリードリヒ・エンゲルスの著作。1880年に社会主義への入門書としてエンゲルスが自著『反デューリング論』を抜粋してつくったパンフレット。正式名称は『空想から科学への社会主義の発展』。1880年のフランス語版や1892年の英語版などは『空想的社会主義と科学的社会主義』というタイトルだった。発表当時から社会主義理論の入門書として最も多く読まれている。

## 出版の経緯
本書の出版の経緯は、本書にあるエンゲルスの序文に簡潔にまとめられている。ドイツの2つの労働者党（アイゼナハ派とラサール派）が合同し1875年にドイツ社会主義労働者党が結成された。この政党内で理論的影響を広げつつあったのが、ベルリン大学の私講師であったオイゲン・デューリングだった。デューリングはカール・マルクスの理論を1つの仮想敵としており、さらに「彼のまわりに1つの派閥、すなわち将来別個の党になる中核を公然とつくりはじめた」（エンゲルスの序文）ので、エンゲルスはこれを批判する論文を機関紙『フォルウェルツ』で連載。これが1878年に出版されて『反デューリング論』（正式名は「オイゲン・デューリング氏の科学の変革」）となった。
『反デューリング論』はドイツ語だけであったのと、マルクスの娘婿で「フランス下院議員であるポール・ラファルグの要請によって、私〔エンゲルス──引用者注〕はこの本の3つの章をパンフレットにまとめ、それをラファルグが翻訳して、1880年に『空想的社会主義と科学的社会主義』という表題で出版した」（エンゲルス前掲書）。
本書の第1章は、『反デューリング論』の「序説」第1章「総論」、第3篇第1章「歴史的概説」を使い、第2章は「序説」第1章、第3章は第3篇第2章「理論的概説」を活用している。『反デューリング論』がマルクスとエンゲルスの理論分野を網羅した著作になったことに対応し、本書にものちにウラジーミル・レーニンが「マルクス主義の3つの源泉と3つの構成部分」として定式化した社会主義理論、哲学、経済学の3つの要素が簡潔に入っている。しかしこの定式をマルクス主義の定式としてしまうことには異論も多い。
エンゲルスは『反デューリング論』についてその序文のなかで「私〔エンゲルス──引用者注〕は印刷する前に原稿を彼〔マルクス──引用者注〕に読みきかせた」とのべ、また本書についてもマルクスは序文で本書を「科学的社会主義の入門書」と紹介したように、基本的にマルクスの承認のもとに本書は刊行されている。

## 本書の構成・各章の概要
第1章は空想的社会主義者について叙述されており、その意義と限界がどこにあったかを述べている。第2章は弁証法について述べてあり、科学的社会主義になるために必要だったとエンゲルスが指摘する弁証法の近代的自然観の登場について詳しく触れている。そして第3章は、エンゲルスとマルクスが科学的社会主義と称した理論を積極的に展開する内容となっている。
- 第1章

エンゲルスが「空想的社会主義者」と呼んだ、イギリスのロバート・オウエン、フランスのサン＝シモン、シャルル・フーリエの理論と実践を描く。エンゲルスによれば、これらは資本主義経済の矛盾とともに登場しその解決を主張したが、啓蒙思想の系譜をひくこれらの理論・実践は、まずはじめに理性による青写真を描いてそれを社会に押しつけるというものだったとして批判した。そして、エンゲルスはこれらの思想や実践の意義を大いに評価しつつ、社会の現実そのもののなかにそれを解決する芽が育っていることを発見できなかったところにその空想性・限界があるとして章を閉じている。
- 第2章

エンゲルスはこの章で、こうした空想的社会主義を「科学」に変えるうえでどのような理論的準備が必要だったかを述べている。エンゲルスによれば、古代には自然を全体としてとらえる古代的な弁証法があったが、自然科学の発展とともに、その全体を個々の部分にバラバラに分解して精査する「分析」がおこなわれるようになった。この思考形態が骨化し形而上学となったという。エンゲルスがのべた形而上学の特徴は、事物をバラバラの、不変固定のものとして扱い、その境界線の絶対性を強調するというものだった。自然科学の発展がこうした世界観に打撃をあたえ、その発展的な哲学的表現がドイツ古典哲学、なかんずくゲオルク・ヴィルヘルム・フリードリヒ・ヘーゲルの弁証法であったとする。エンゲルスはその特徴を形而上学との対比で(1)連関、(2)発展（運動）、(3)相互浸透・相互転化とした。
- 第3章

エンゲルスによれば、弁証法的な世界観によって自然だけでなく、社会＝歴史も発展するものとして把握されるようになり、マルクスは経済を土台としてその発展にともなって社会の上部構造が姿を変えるとする歴史観をうちたてた（唯物史観）。この歴史観にもとづいて資本主義経済の生成・発展・没落の科学的な法則が明らかになったとエンゲルスは主張する。エンゲルスは当時刊行されたマルクスの『資本論』1巻の内容を縦横に使い、『資本論』1巻の末尾にある内容＝生産が極限まで社会化しながら取得は依然私的なままであるという「資本主義の基本矛盾」を本書で定式化した。この基本矛盾によって資本主義は次の社会（社会主義）に移行せざるを得ないと主張した。

## 日本での本書の登場など
1906年に堺利彦が翻訳して「社会主義研究」誌第4号に掲載。当時は「科学的社会主義」というタイトルだった。

## 現在入手可能な日本語訳の諸版
- 大内兵衛 訳 『空想より科学へ』 岩波書店（岩波文庫） 1966年1月 ISBN 4003412877
- 石田精一 訳 『空想から科学へ』 新日本出版社（科学的社会主義の古典選書） 1999年2月 ISBN 4406026460
- 浜林正夫 訳 『エンゲルス 空想から科学へ』 学習の友社（科学的社会主義の古典入門シリーズ） 1995年12月 ISBN 4761714328
- 寺沢恒信 訳 『空想から科学への社会主義の発展 新訳』 大月書店（国民文庫） 1966年5月 ISBN 4272800205